# Michael Kraf
Michael Kraf (* 5. September 1595 in Neustadt an der Saale; † 16. März 1662 in Altdorf bei Ravensburg) war ein deutscher Komponist, „composita et organista“.

## Leben
Seine Kindheit verbrachte Michael Kraf hauptsächlich in Neustadt an der Saale. Der Nachname taucht in unterschiedlichen Schreibweisen auf, z. B. Craff, Graffen (so der Name des Vaters in den Taufmatrikeln) oder Graf. Der Schwerpunkt seiner Ausbildung erfolgte in Fulda. Am 4. April 1616 trat er in der Abtei Weingarten die Stelle des Klosterkomponisten an. Im 13. November 1617 heiratete er Maria Spieß aus Altdorf. Zum Lebensunterhalt trugen mehrere Lehen bei, die er im Laufe seiner Karriere im Kloster Weingarten verliehen bekam.

## Werke
- Musae novae octonis vocibus cum duplici basso ad organum (...), Dillingen 1616 (gewidmet Wolfgang Wilhelm (Pfalz-Neuburg))[2]
- liber primus sacrorum concentuum, Rorschach 1620 (gewidmet Abt Johann Christoph I. Härtlin von Weißenau)
- augustissimae coelorum dominae virginis parentis canticum, Rorschach 1620
- canticum deiparae virginis, Rorschach 1620 (gewidmet Abt Bernhard Müller von Sankt Gallen)
- missae senis octonis duodenis vocibus, Ravensburg 1623 (gewidmet Fürstabt Jakob Fugger, Bischof von Konstanz)
- liber secundus sacrorum concentuum, Ravensburg 1624 (gewidmet Bartholomäus Ehinger, Abt von Ochsenhausen)
- motectae quibus deo ter optumo maxumo divisque caelitibus, Ravensburg 1625, 1626 (gewidmet Johannes Eucharius von Wolfurt, Fürstabt von Kempten)
- sacri litaniarum concentus, Ravensburg 1627 (gewidmet Abt Georg von Bildhausen)
- camoenopaedia sacra concertus vocant (gewidmet Johann Bernhard Schenk zu Schweinsberg, Fürstabt von Fulda)
- agalliama vespertinum magnificat liber tertius, Rottweil 1627 (gewidmet Jodok Hösli, Abt der Schweizer Schwesterabtei Pfäfers)